# Odo van Aquitanië
Odo van Aquitanië (ook wel Eudo of Eudes genoemd) was hertog van Aquitanië, hij verwierf deze status rond 700. Zijn gebied was gelegen in het zuidwesten van Gallië van de Loire tot de Pyreneeën met als hoofdstad Toulouse. Hij behield zijn titel totdat hij er afstand van deed in 735.
Over zijn vroege leven is weinig bekend, zo ook zijn afkomst en nakomelingen. Enkele hertogen van Aquitanië worden genoemd als Odo's vader: Boggis of Bertrand, maar ook Lupus, die niet eens een Meroving was. Hubertus was zeer waarschijnlijk de broer van Odo. Odo voedde Hubertus' zoon Floribertus op. Het is mogelijk dat Odo al vanaf 679 of 688 de titel van hertog aannam, respectievelijk de overlijdensdata van Lupus en Bertrand en de terugtrekking van Hubertus. Andere data zijn ook mogelijk, maar rond 700 was hij zeker aan de macht. In 715 verklaarde hij zichzelf neutraal in de Frankische Burgeroorlog. Het is niet aannemelijk dat hij zich ooit heeft uitgeroepen tot koning der Franken.
In 718 sloot hij een verbond met Chilperik II en de Hofmeier Ragamfred tegen Karel Martel. Bij de Slag bij Soissons werden ze verslagen en Odo leverde de Neustrische Koning, Chilperik II, uit aan Karel. Odo vocht tijdens zijn leven zowel tegen de Omajjaden als de Franken die beide zijn land binnenvielen. In 721 wist hij Al-Samh ibn Malik al-Khawlani een zware slag toe te brengen in de Slag bij Toulouse, een overwinning die hem giften van de Paus opleverde. Om zijn grenzen vrij te stellen huwde hij zijn dochter, Lampegia, uit aan Uthman ibn Naissa, door de Franken "Munuza" genaamd. De vrede was echter niet van lange duur, binnen een paar jaar viel Karel Martel Aquitanië weer binnen, die de Omajjaden bij de Slag aan de Garonne versloeg. Intussen verloren zijn Moslim-bondgenoten controle over hun gebied aan de Omajjadaanse leiders. Odo werd verplicht voor Karel te vechten en samen wisten ze de Omajjaden bij de Slag bij Poitiers in 732 te verslaan.
In 735 deed Odo afstand van zijn titel en werd opgevolgd door zijn zoon Hunoald. Hij had nog een andere zoon, Ato. Odo stierf niet veel later, waarschijnlijk in een klooster rond 740.